# Lou Harrison

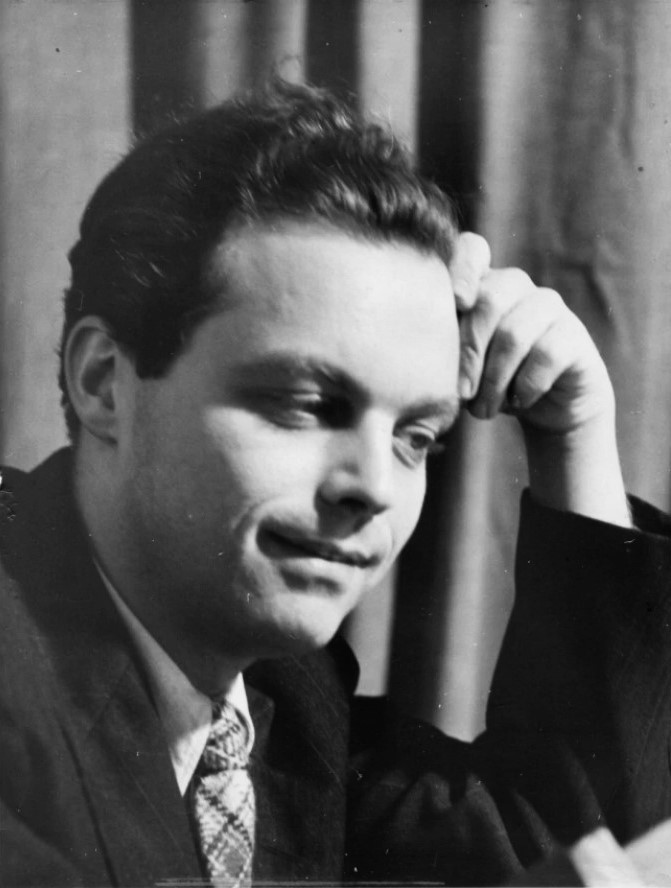
Lou Harrison

Lou Harrison (Portland (Oregon), 14 mei 1917 - Lafayette (Indiana), 2 februari 2003) was een Amerikaans microtonaal componist. Hij was een leerling van Henry Cowell, Arnold Schoenberg en Pak Cokro.
In zijn jonge jaren werkte hij als een danser en dansbegeleider. Hij was een groot pleitbezorger van het werk van Charles Ives. Harrison was vooral bekend door het gebruik van exotische (niet-westerse) instrumenten zoals de gamelan, maar ook eenvoudige conservenblikjes. 
Harrison sprak diverse talen vloeiend, waaronder Amerikaanse Gebarentaal, Mandarijn en Esperanto. Hij schreef zelfs stukken in Esperanto.